# Horace Henderson
Horace Henderson (* 22. November 1904 in Cuthbert, Georgia; † 29. August 1988 in Denver, Colorado) war ein amerikanischer Jazz-Pianist, Arrangeur und Bandleader. Er ist der Bruder des Bandleaders Fletcher Henderson.

## Leben
Horace Henderson begann mit 14 Jahren Klavier zu spielen. Noch während seines Studiums, das er an der Atlanta University begann und an der Wilberforce University in Ohio fortsetzte, gründete er die Band „The Wilberforce Collegians“, in der auch sein Kommilitone Benny Carter und Rex Stewart sowie Castor McCord spielten. Gemeinsam traten sie unter anderem in New York auf.  Aus dieser Band ging später das „Horace Henderson Orchestra“ und 1928 die „Dixie Stompers“ hervor. Danach arbeitete er mit Sammy Stewart und organisierte 1928 seine alte Band „The Collegians“ neu, die 1931 von Don Redman übernommen wurde.
Horace Henderson war aber weiter Pianist und Arrangeur der Band, bevor er 1933/4 (Aufnahmen 1933 als Sideman) und 1936 für das „Fletcher Henderson Orchestra“ seines Bruders als Arrangeur arbeitete („Hot and Anxious“, „Christopher Columbus“, das 1936 ein Hit war, „I found a new baby“). In den 1930er Jahren arbeitete er aber auch für viele andere Swing-Bands wie die von Charlie Barnet, das „Casa Loma Orchestra“, Tommy Dorsey, Earl Hines, Jimmie Lunceford und Benny Goodman. Mit Goodman wurden viele seiner Arrangements auch landesweit Live im Radio übertragen („Sing, Sing, Sing“, „Big John´s Special“ für Gene Krupa, „String of Pearls“, „Japanese Sandman“, „Walk Jenny Walk“, ebenfalls für Krupa).
1937 bis 1940 hatte er wieder ein eigenes Orchester (Aufnahmen 1940) in Chicago. 1942/3 war er kurz in der Armee, danach wieder bei seinem Bruder. Er begleitete Lena Horne und hatte 1945 bis 1950 eigene Gruppen in Los Angeles. Danach spielte er in Minneapolis, Las Vegas und zuletzt in Denver, wo er auch ab den 1960er Jahren wohnte.
Henderson stand zeitlebens im Schatten seines Bruders Fletcher Henderson, trug aber als Arrangeur wesentlich zu dessen Erfolg bei (das Songbook der Band enthielt fast ebenso viele Arrangements von ihm wie von Fletcher Henderson). Er wird in Gunther Schullers Standardwerk „The Swing Era“ als einer der bedeutendsten Arrangeure des klassischen Bigband-Jazz nach Duke Ellington gewürdigt.